# Charles Bertier (magistrat)
Pour les articles homonymes, voir Charles Bertier et Bertier.
Pierre-Charles Bertier (ou Berthier ou encore écrit Berlier), né le 25 juillet 1821 à Aix-les-Bains et mort le 29 janvier 1882 à Chambéry, est un avocat de Chambéry, directeur du Courrier des Alpes, maître des requêtes au Conseil d'État (1860-1870) et gouverneur de la Martinique (1867-1869).

## Biographie
Charles Pierre Bertier est né le 25 juillet 1821 à Aix-les-Bains, située dans le duché de Savoie.
Il est un magistrat qui a été révoqué en 1855. Il est connu principalement dans son action durant, l'Annexion de la Savoie à la France. Il est le directeur du Courrier des Alpes.
En effet, le 10 mars 1860, il fait partie des deux émissaires, avec Amédée Greyfié de Bellecombe, se rendant à Paris, pour y rencontrer Édouard Thouvenel, Ministre des affaires étrangères depuis quelques mois, et lui exposer leurs revendications de rattachement. Le lendemain, ils annoncent triomphalement à leurs compatriotes savoyards que Napoléon III s'est rallié à leur cause. Ces entrevues avec le ministre sont possibles car il était lié d'amitié avec Ernest Baroche, fils du ministre de l'Intérieur, Pierre Jules Baroche,.
Au lendemain de l'Annexion, il devient maître des requêtes au Conseil d'État. Cette promotion est due à ses relations avec l'un des fils de Pierre Jules Baroche, qui fréquentait les thermes d'Aix-les-Bains. Il est nommé ensuite gouverneur de la Martinique,, le 22 février 1867, et reste en fonction jusqu'au 8 avril 1869. À son retour, il réintègre le Conseil d'État, jusqu'à la chute du Second Empire.
Avec le retour de le République, Charles Bertier rentre à Chambéry, où il redevient avocat,. Il milite notamment pour l'instauration d'un « gouvernement fort supprimant la liberté de la presse ».
Charles Bertier est fait officier de la Légion d’Honneur, le 29 décembre 1866.
En 1873, il devient membre correspondant de l'Académie de Savoie.